# Test NSS

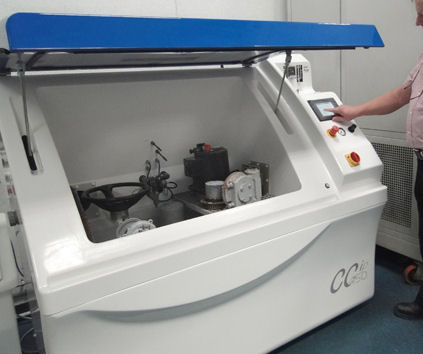
Komora solna do wykonywania m.in. testu NSS

Test NSS, test w obojętnej mgle solnej (NSS – ang. Neutral Salt Spray) – znormalizowana metoda badania korozji, stosowana do sprawdzania odporności na korozję materiałów i powłok powierzchniowych. Zazwyczaj stosuje się ją do badania materiałów metalicznych (choć można również badać ceramikę i polimery) wykończonych powłoką na powierzchni, która ma zapewnić ochronę przed korozją znajdującego się pod spodem materiału. Badanie w obojętnej mgle solnej to przyśpieszony test korozyjny, który wywołuje powstawanie produktów korozji na powlekanych badaną powłoką próbkach. Stosuje się go w celu oceny lub porównania przydatności danej powłoki do stosowania jako ochronę przeciwkorozyjną. Obecność produktów korozji (tj. rdzy lub tlenków) ocenia się po określonym czasie, uzależnionym od odporności powłoki na korozję.
Badania w tzw. komorze solnej polegają na eksponowaniu próbek metalowych w atmosferze mgły uzyskiwanej przez rozpylanie wodnego roztworu chlorku sodu o określonym stężeniu przy stałej temperaturze. Badanie próbki zawiesza się na niemetalowych wieszakach w ten sposób, aby roztwór korozyjny ściekający z jednej płytki nie spływał na drugą. Roztwór korozyjny może być użyty tylko jeden raz, a powierzchnia metalicznych próbek musi być cały czas zwilżona.
Komora solna stosowana do badań powinna spełniać warunki pod względem jednorodności i równomiernego rozprowadzania rozpylanej cieczy. Jej górna część powinna być tak skonstruowana, aby nie ściekały z niej krople rozpylonego roztworu na próbki. Wnętrze komory do badań oraz wszystkie stosowane uchwyty i stojaki na próbki powinny być wykonane z materiałów odpornych na korozję spowodowaną rozpylaną cieczą oraz nie powinny wpływać na korozyjność rozpylonej solanki. Komora powinna być wyposażona w system kontroli ogrzewania utrzymujący temperaturę wewnątrz komory w ustalonych warunkach oraz w urządzenie rozpylające solankę. Urządzenie do rozpylania powinno składać się z systemu zasilania czystym powietrzem z regulacją ciśnienia i wilgotności oraz zbiornika na rozpylany roztwór.
Sposób przeprowadzenia testu opisują normy PN-EN ISO 9227 i PN-EN ISO 6270-2.